# Somotrichus
Somotrichus is een geslacht van kevers uit de familie van de loopkevers (Carabidae). De wetenschappelijke naam van het geslacht is voor het eerst geldig gepubliceerd in 1887 door Seidlitz.

## Soorten
Het geslacht Somotrichus omvat de volgende soorten:
- Somotrichus unifasciatus (Dejean, 1831)
- Somotrichus vadoni Jeannel, 1949